# Jovtneve, Ciutove
Jovtneve (în ucraineană Жовтневе) este un sat în așezarea urbană Artemivka din raionul Ciutove, regiunea Poltava, Ucraina.

## Demografie
Componența lingvistică a localității Jovtneve
     Ucraineană (90,76%)
     Rusă (7,64%)
     Belarusă (1,27%)
     Alte limbi (0,32%)
Conform recensământului din 2001, majoritatea populației localității Jovtneve era vorbitoare de ucraineană (90,76%), existând în minoritate și vorbitori de rusă (7,64%) și belarusă (1,27%).